# Charlotte Posenenske
Charlotte Posenenske, nacida como Charlotte Mayer (Wiesbaden, 28 de octubre de 1930–Fráncfort del Meno, 1 de octubre de 1985) fue una artista alemana asociada con el movimiento minimalista. Trabajó predominantemente en el campo de la escultura, donde ensayó procedimientos de repetición seriada, pero también produjo pinturas y obra gráfica sobre papel.

## Biografía
De familia judía, estudió pintura en la Academia Estatal de Bellas Artes de Stuttgart con Willi Baumeister. Posenenske trabajó sobre diversos medios y su práctica  artística se fue haciendo progresivamente más abstracta. A diferencia de otros artistas de su entorno, cuya producción en módulos permitía la reproducción de su trabajo con límites en cuanto a su número, Posenenske producía series, lo que significaba que no había ningún límite en cuanto a las reproducciones y las posibilidades de presentación de la obra. Posenenske rechazó además el mercado del arte comercial, ofreciendo su trabajo a la venta al precio del coste del material. 
En 1968 Posenenske publicó una declaración de principios en la revista Art International en la que se refería a la reproducibilidad de sus trabajos y su deseo de que el concepto y la propiedad de la obra resultasen accesibles:

Hago series porque: 
No quiero hacer piezas individuales para personas individuales, para tener los elementos combinables dentro de un sistema, para hacer algo que es repetible,  objetivo, y porque  es económico.
Las series pueden ser prototipos  para producción masiva. [...]
Son menos y menos reconocibles como obras de arte.
Los objetos pretenden  representar cualquier cosa diferente de lo que son.

## Compromiso social
Poseneske abandonó la actividad artística en 1968, convencida de que el arte no podría influir en la sociedad o llamar la atención sobre las desigualdades sociales. A partir de ese momento trabajó como socióloga especializada en el empleo y las prácticas laborables industriales hasta su muerte en 1985. Durante este periodo de exilio artístico autoimpuesto Posenenske rechazó visitar exposiciones y no volvió a mostrar su trabajo.

## Obra en colecciones públicas
- Sin título, óleo sobre papel, 1960, Museo de Arte Moderno, Nueva York[5]
- Sin título, rotulador sobre papel, 1965, MoMA.[5]
- Sin título, pintura en spray sobre papel, 1966, MoMa.[6]
- Sprayed Cuadro, gouache sobre papel, 1964-5, Tate, Londres.[7]
- Prototipo para paleta rotatoria, tablero de partícula, 1967-8, colección de Tate[8]
- Tubos cuadrados [Serie D], acero galvanizado, 1967, Tate.[9]
- Tubos cuadrados [Serie D], acero galvanizado, 1967, Tate.[10]
- 4 Series B Reliefs (Prototypes), Espray acrílico estándar RAL amarillo mate sobre aluminio curvado convexo, 1967, Museo de Arte Contemporáneo Helga de Alvear.[11]

## Exposiciones individuales
- 2012 Dasselbe anders, Düsseldorf, K21, Düsseldorf, Alemania
- 2012 Dasselbe anders/Immer dasselbe Charlotte Posenenske und Peter Roehr, Kunsthaus Wiesbaden, Alemania
- 2011 Le même autrement-Igual, pero diferente, Galerie Nelson-Freeman, París, Francia
- 2011 Charlotte Posenenske, John Hansard Galería, Southampton, Reino Unido
- 2011 Charlotte Posenenske. Vierkantrohre, Alivios, Faltungen und Arbeiten auf Papier, Konrad Fischer Galerie, Düsseldorf, Alemania
- 2010 Charlotte Posenenske / Peter Roehr, Haus Konstruktiv, Zúrich, Suiza
- 2010 Charlotte Posenenske, Espacio de Artistas, Nueva York, EE. UU.
- 2008 Peter Freeman, Inc., Nueva York, EE. UU.
- 2008 Charlotte Posenenske - Werke unter freiem Himmel, Galerie Mehdi Chouakri, Berlín, Alemania
- 2007 Charlotte Posenenske, Galerie Mehdi Chouakri, Berlín, Alemania
- 2007 Charlotte Posenenske, Entre Puentes, Londres, Reino Unido
- 2005 Galerie im Taxispalais, Innsbruck, Austria
- 2005 Charlotte Posenenske - Retrospektive, Museo für Gegenwartskunst, Siegen, Alemania
- 2003 Galerie Konstantin Adamopoulos, Fráncfort del Meno, Alemania
- 1999 Galerie ak, Programm Konstantin Adamopoulos, Fráncfort del Meno, Alemania
- 1990 Museo für Moderne Kunst (en el Jahrhunderthalle Hoechst), Fráncfort del Meno, Alemania
- 1989 Garaje de la Sala de Ciudad, Stuttgart; Rotunda del Neue Staatsgalerie, Stuttgart
- 1989 Estación Central, Stuttgart (comisario Werner Esser), Alemania
- 1989 Headquarter del Deutsche Banco, Fráncfort; Estación Central, Fráncfort del Meno, Alemania
- 1988 Mercado Central, Fráncfort, Alemania
- 1986 Galerie Paul Maenz, Colonia, Alemania
- 1986 avión Principal hangar, Lufthansa, Fráncfort, Alemania
- 1986 Galerie Grässlin-Ehrhardt, Fráncfort, Alemania
- 1968 Galerie Proyecto & de Arte, Ámsterdam, Países Bajos
- 1968 Galerie Dorothea Loehr, Fráncfort, Alemania
- 1967 Konrad Fischer Galerie, Düsseldorf, Alemania
- 1967 Kleine Galerie, Schwenningen, Alemania
- 1967 Galerie Sous-Sol, Giessen, Alemania
- 1967 Galerie h, Hannover, Alemania
- 1966 Galerie Dorothea Loehr, Fráncfort, Alemania
- 1961 Galerie Dorothea Loehr, Fráncfort, Alemania

## Exposiciones colectivas (selección)
- 2012: Casa de Arte Wiesbaden: el mismo diferente / siempre igual: Posenenske y Peter Roehr
- 2011: Museo de Arte Moderno, Fráncfort, exposición: MMK 1991@–2011. 20 presencia de años
- 2010: Museo de Arte Moderno, Fráncfort, en la exposición Radical Conceptual
- 2010: Casa Structurally, Zúrich
- 2007 Documenta 12, Kassel[12]

## Retrospectiva
- 2019-2021: Charlotte Posenenske: Work in Progress, exposición itinerante presentada en el Dia:Beacon de Nueva York del 8 de marzo al 9 de septiembre de 2019 y posteriormente en el MACBA de Barcelona (del 18 de octubre de 2019 al 8 de marzo de 2020), para pasar luego por otros museos europeos.[1]